# Inselstachelschweine
Die Inselstachelschweine (Hystrix subg. Thecurus) sind in Südostasien verbreitete große Nagetiere.

## Merkmale
Stachelschweine der Untergattung Thecurus, welche teilweise als eigene Gattung betrachtet wird, sind in Indonesien und auf den Philippinen verbreitet. Sie besitzen ein vorne dunkelbraunes, hinten schwarzes Fell und zahlreiche flache und biegsame Stacheln. Die Stacheln sind vorne und hinten weiß, doch in der Mitte schwarz. Die Schwanzstacheln sind zudem hohl und können zur Erzeugung eines rasselnden Geräusches verwendet werden.

## Arten
Es sind drei Arten bekannt:
- das Borneo-Stachelschwein (Hystrix crassispinis, Synonym Thecurus crassispinis) kommt im Norden Borneos vor,
- das Sumatra-Stachelschwein (Hystrix sumatrae, Synonym Thecurus sumatrae) ist auf Sumatra verbreitet,
- das Philippinen-Stachelschwein (Hystrix pumila, Synonym Thecurus pumilis) kommt auf den Philippineninseln Palawan und Busuanga vor.